# Zdzisław Fortuniak

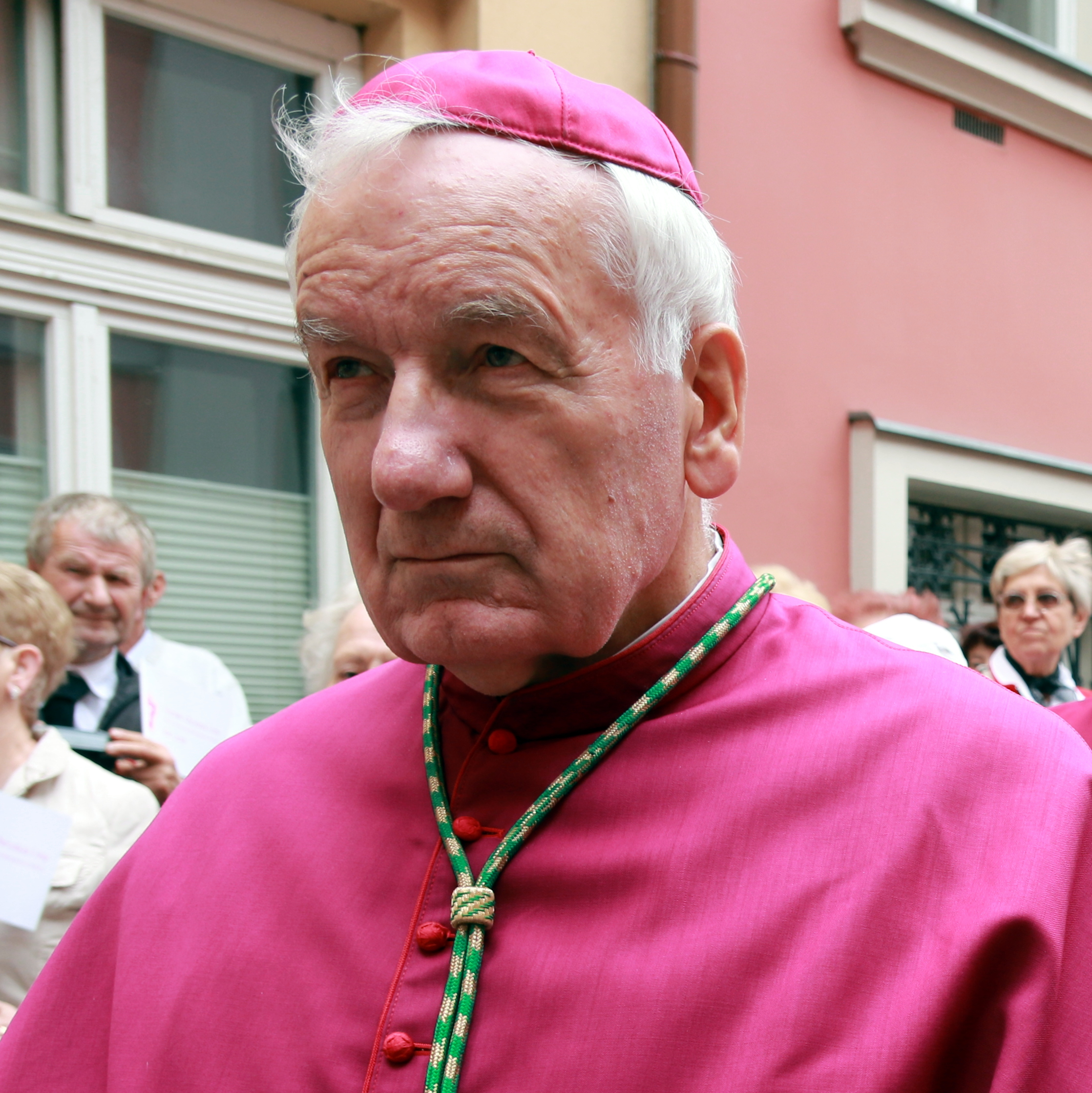
Zdzisław Fortuniak (2018)

Wappen von Bischof Zdzisław Fortuniak

Zdzisław Fortuniak (* 21. Februar 1939 in Wieszczyczyn) ist ein polnischer Geistlicher und emeritierter Weihbischof in Posen.

## Leben
Der Erzbischof von Posen, Antoni Baraniak SDB, weihte ihn am 26. Mai 1963 zum Priester.
Papst Johannes Paul II. ernannte ihn am 10. April 1982 zum Weihbischof in Posen und Titularbischof von Tamagrista. Die Bischofsweihe spendete ihm der Erzbischof von Posen, Jerzy Stroba, am 9. Mai desselben Jahres; Mitkonsekratoren waren die Posener Weihbischöfe Tadeusz Etter und Stanisław Napierała. Sein Wahlspruch lautete Zawsze z Tobą.
Am 25. Februar 2014 nahm Papst Franziskus seinen altersbedingten Rücktritt an.